# 어린 형수3
《어린 형수3》는 2017년 공개된 대한민국의 영화이다.

## 줄거리
무역회사를 다니고 있는 용철은 여자 친구인 선경과 사내연애 금지 조항 때문에 비밀 연애를 하는 커플이다. 어느 날 동네 선배인 형구한테 연락이 오고 선배는 어린 부인 수영의 취업을 용철에게 부탁한다. 며칠 후 수영은 회사로 출근을 하게 되고 용철은 이런 수영을 친절하게 대한다. 그날 저녁 회식 후 술에 취한 수영을 부축하다 키스를 하게 되고, 그 후 용철과 수영은 서로 끌려 넘지 말아야 할선을 넘게 되는데...

## 출연진
- 김인애 - 홍수영 역
- 세아 - 이성경 역